# Siuna
Siuna es un municipio de la Región Autónoma de la Costa Caribe Norte en la República de Nicaragua. Antes de separarse de este el municipio de Mulukukú en 20 de octubre de 2004 su término municipal tenía 3,422 km², tras la separación quedó más pequeño.

## Geografía
El término municipal limita al norte con el municipio de Bonanza, al sur con los municipios de Waslala y Mulukukú, al este con los municipios de Rosita y Prinzapolka y al oeste con el municipio de San José de Bocay.
La cabecera municipal está ubicada a 318 kilómetros de la capital de Managua.
La cordillera Isabelia penetra entre los ríos Wasúk y Prinzapolka, formando las montañas de Pispís, zona donde se localiza el distrito minero (municipio) de Siuna.

## Historia
Desde finales del siglo XIX se despertó el interés por la explotación de los metales preciosos en Siuna (sobre todo el oro) por mineros particulares, artesanales, además de la actividad de comerciantes que en aquella época visitaban las comunidades indígenas de los sumus. El municipio nace con el descubrimiento de los depósitos minerales en 1896. En el año 1908 empieza el auge de la búsqueda del oro en forma artesanal en las riberas del río Siunawás. El auge industrial del oro y la plata comenzó en gran escala a partir de la década de los años 1930 y 1940, mediante el establecimiento de empresas extranjeras canadienses y estadounidenses que se dedicaron a la explotación.
El municipio de Siuna fue el sitio de la empresa minera La Luz, que estuvo activa desde 1936 hasta 1968. Hubo migración de otras áreas del país para trabajar en la mina de oro durante esos años, incluyendo personas de la costa y grupos indígenas. La mina se cerró en 1968 debido a daños en la central hidroeléctrica.
El municipio fue fundado en 1969 y al mismo tiempo recibió sus derechos de ciudad.
Con la revolución sandinista la empresa fue nacionalizada, pero el Gobierno no tuvo la capacidad económica para sostener la actividad minera, por lo que la empresa cerró en el año 1987 por falta de inversiones y capital.

## Demografía
Siuna tiene una población actual de 104,959 habitantes. De la población total, el 50.9% son hombres y el 49.1% son mujeres. Casi el 23.3% de la población vive en la zona urbana.

## Naturaleza y clima
El municipio tiene un clima monzónico tropical, con temperaturas promedio de 26 °C y precipitaciones superiores a los 2000 mm anuales.

## Economía
Su clima húmedo favorece la crianza bobina y equina, siendo el día de hoy la ganadería el principal rubro, catalogandose como uno de los municipios con mejor ganadería del país, sin embargo el cultivo de plantas bulbosas y raíces forma parte integral de su economía, no así la siembra de granos básicos; la mayoría de los cultivos anuales están asociados con pastos naturales. Siuna posee extensos bosques de madera preciosa, abunda la caoba y el cedro real; sin embargo, los beneficios de la explotación no quedan en el municipio.

## Transporte
El Aeropuerto de Siuna es servido por Avianca (La Costeña). Se puede llegar al pueblo en bus por la Carretera a Managua - Puerto Cabezas o por Waslala en la Carretera a Matagalpa - Waslala - Siuna. El bus de Managua a Siuna toma 12 horas por Río Blanco en la vía Puerto Cabezas. Siuna se encuentra a 99 kilómetros de Waslala y toma alrededor de 6 horas en bus.
En la ciudad, los taxis y el sistema de autobuses locales proporcionan transporte al público.

## Galería

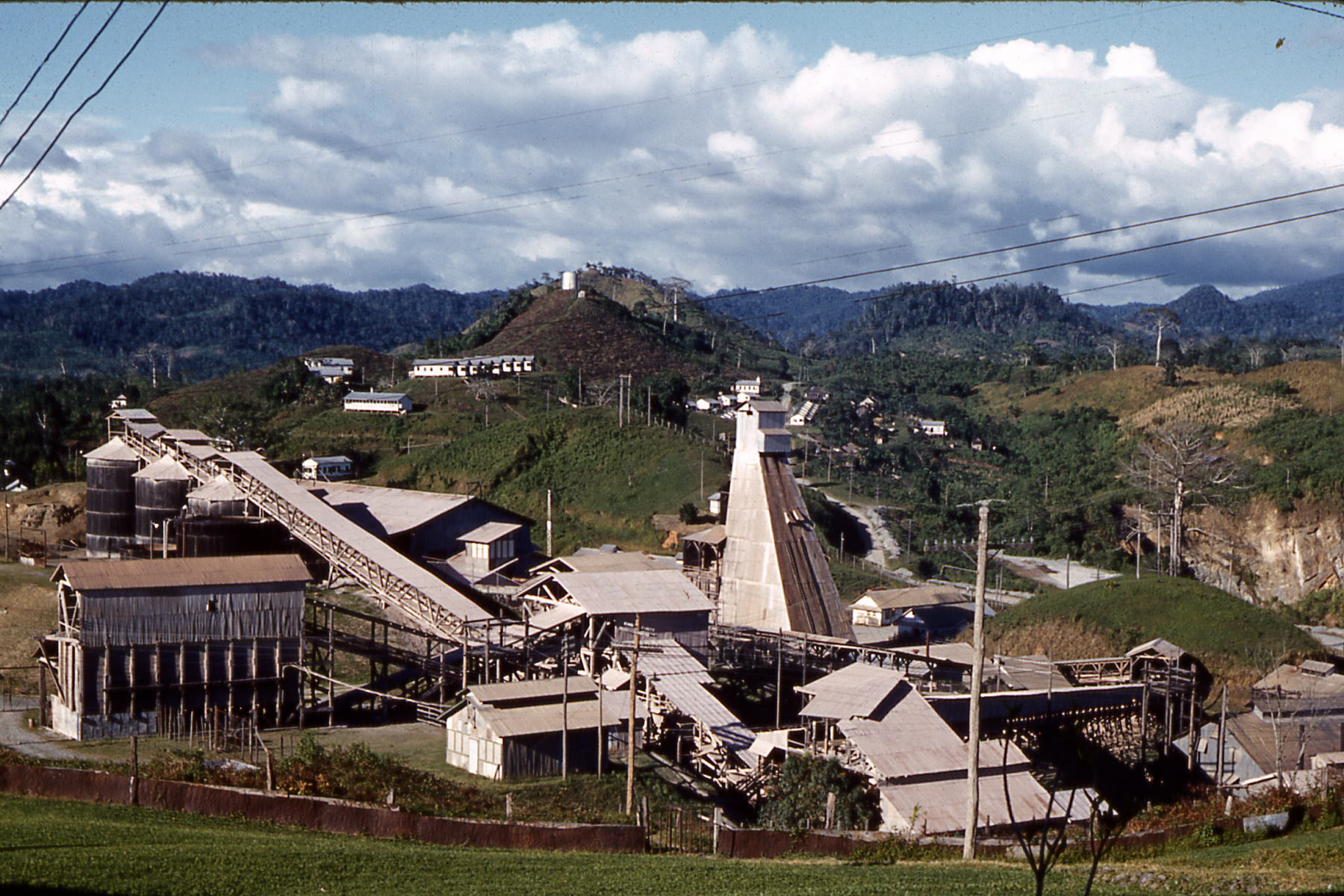
Mina de oro "La Luz".
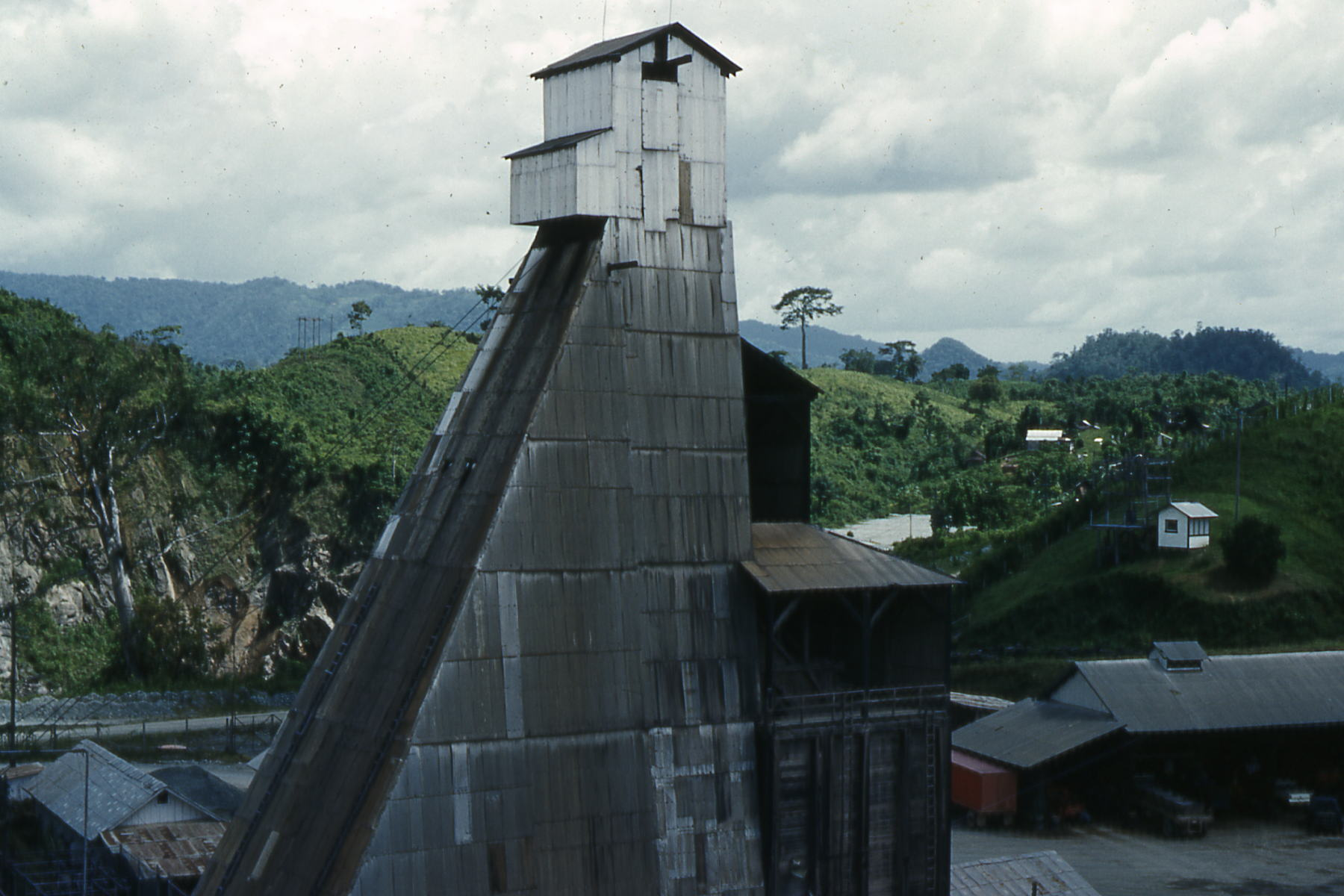
Elevador minero.
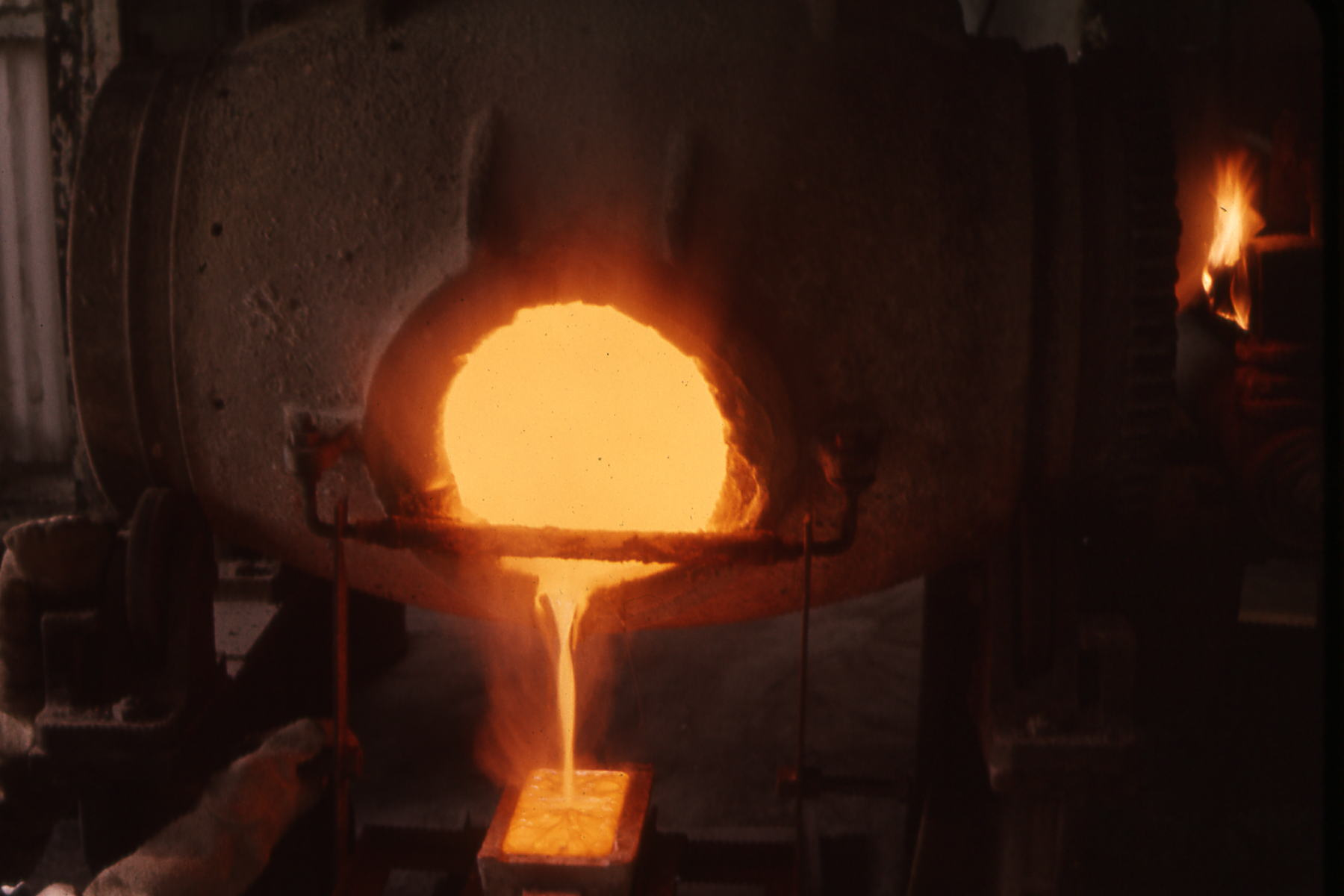
Procesando el oro.
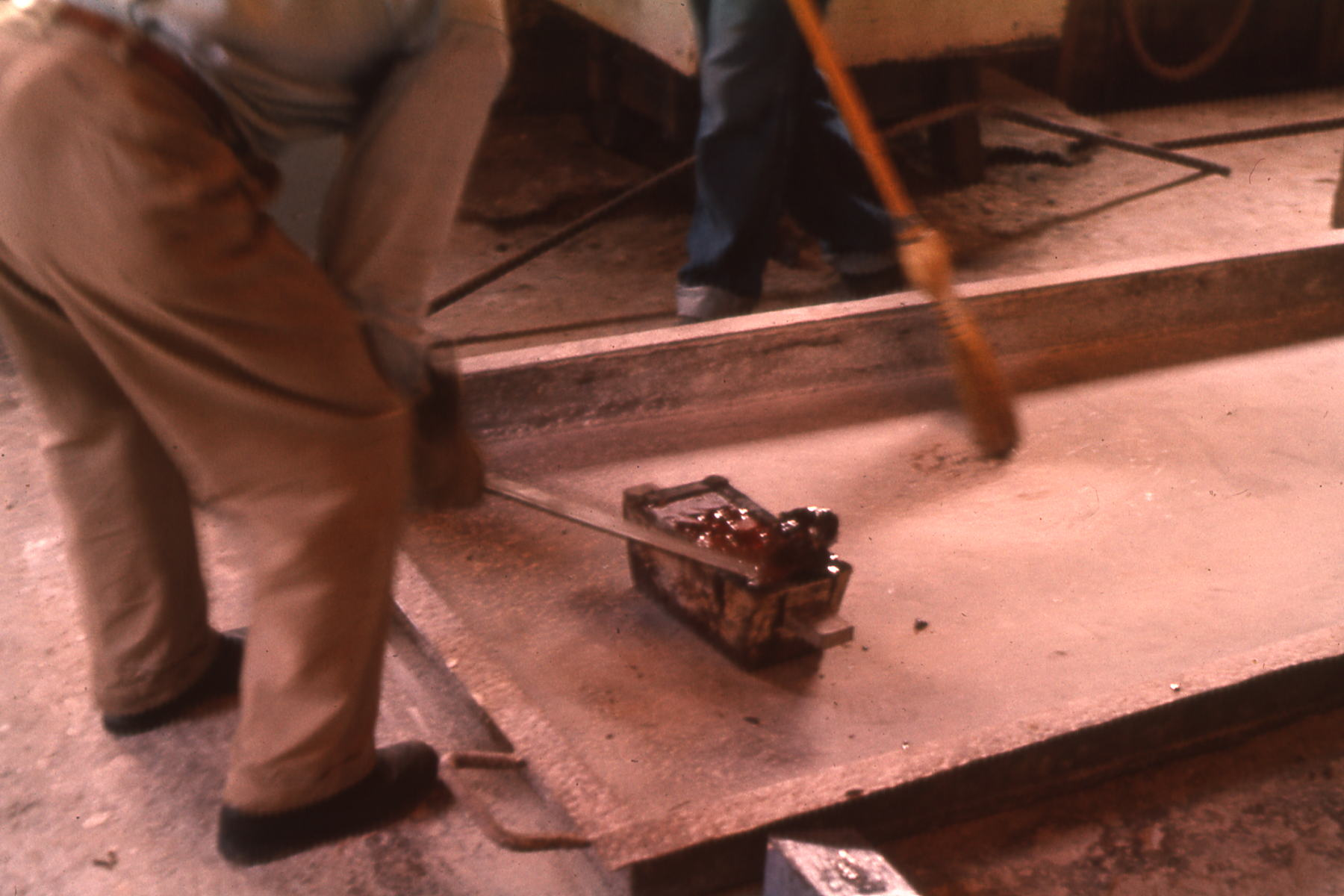
Pesando el oro.
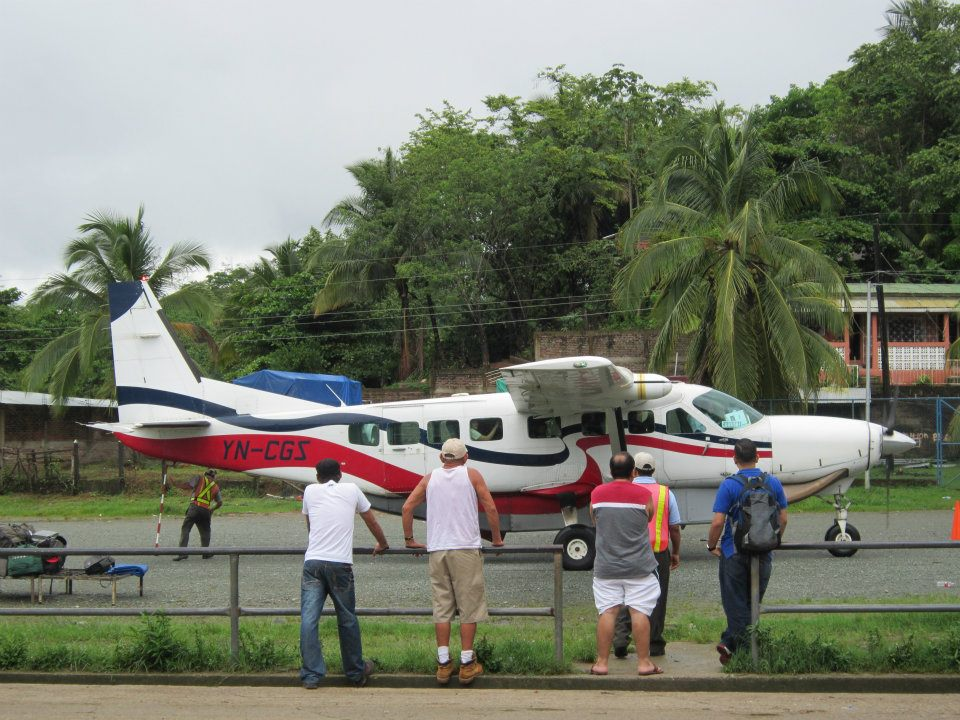
Pista de aterrizaje.